# 2007年10月加州山火
2007年10月加州山火是自2007年10月20日开始的美國南加州地区一系列的山火。大火导致至少1500户房屋被毁，90萬名居民被迫疏散燃烧范围涉及从聖巴巴拉縣到美国墨西哥边境总计超过2000平方公里（500,000英亩）区域。9人在这次大火中葬生，85人受伤，其中包括至少61位消防员。
10月22日，加州州長阿诺德·施瓦辛格宣佈加州7個受火災影響的郡進入緊急狀態， 美國總統乔治·沃克·布什，宣佈加州進入緊急狀態，並下令聯邦政府提供加州的救援補給與當地事物的及時回應。超过6千名消防员投入到与烈火的战争中，美国军方和美国国民警卫队也出动人员协助，还包括大约3千名已判刑的非暴力犯罪的囚犯 和60名来自墨西哥蒂华纳和蒂卡特的消防员。 
發生這起大火主要因素是由於南加州長期的乾旱問題，炎热的天气加上不尋常的強烈聖安娜焚風推波助瀾使的狀況更為惡劣，焚风最强风力每小时达140公里。
大火有很多源头，其中一些是因为焚風吹倒了電線，引起火災。一場是一輛半拖卡車翻倒而造成，还有一場火災是人為縱火而起，嫌疑犯被当局在现场击毙。一个10岁的男孩承认他玩火柴时不小心引发了巴克威德（Buckweed）大火。其他火場的山火的原因則有待調查。系列火灾开始的19天后，最后一场火于2007年11月9日被控制住。

## 火場

### 圣迭戈县

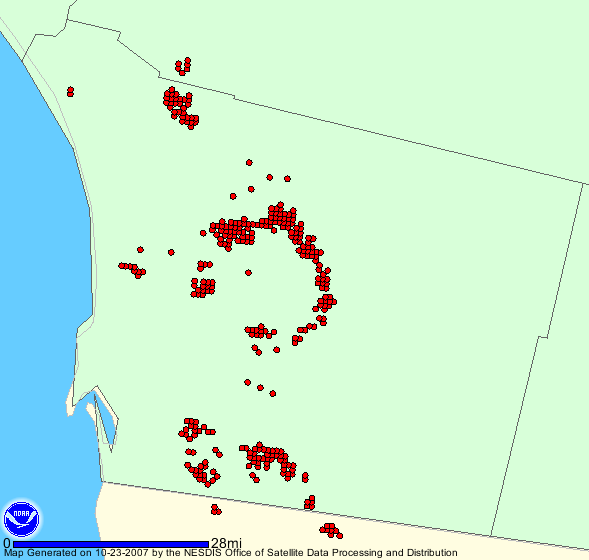
10月23日美国国家海洋及大气管理局（NOAA）发布的圣迭戈县危险地区图片

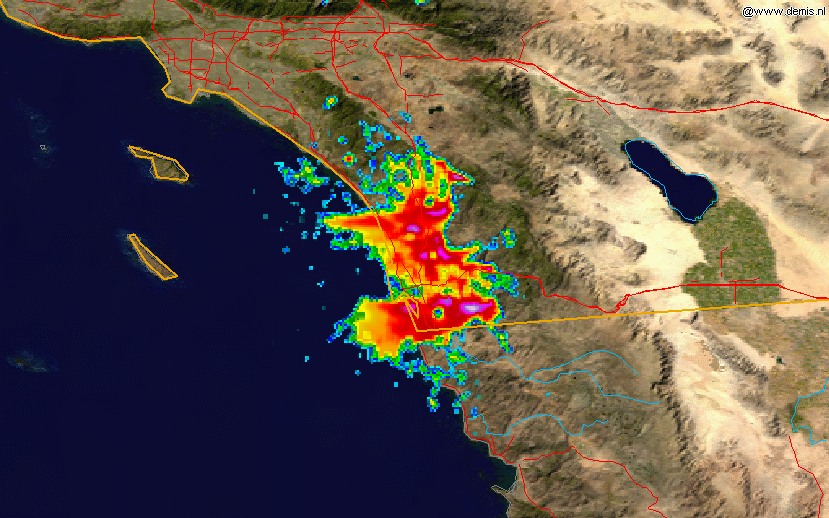
10月23日火场气象雷达图像

在所有的火场中，最大的两场位于圣迭戈县。最大的火場──威奇（Witch）大火，又名克里克（Creek）大火，燒毁了圣迭戈北部和东北部。第二大火場哈里斯（Harris）大火在西北方從墨西哥邊界直燒到聖地牙哥。當局担心這次火災會比2003年锡达（Cedar）大火更具破壞力。锡达大火到2003年11月3日被控制住时总计烧毁面积达1,134.2平方公里（280,278 英亩），毁坏2,820幢建筑（包括2,232幢居民住宅），死亡人数为15人（包括一名消防员）。虽然这次加州大火每个火场单独算起来没有超过锡达大火，但是总体的破坏力超过该次。
根据住宅位置是否靠近火的扩散路线，居民收到强制或自愿的疏散命令。自愿疏散区域距离火的路线较远，而强制疏散区域面临即将到来的威胁。几十万名居民通过电脑控制的“反向911”（Reverse 911）电话系统得到疏散的通知。執法人員也開車穿過疏散區來通知居民。2007年10月24日，圣迭戈县行政司法长官比尔·科伦德宣称该县疏散的居民人数超过2005年新奥尔良在飓风卡特里娜肆虐期间疏散的人数。
两天内，至少346,000間民居共約500,000人被當局下令疏散，为该地區歷史上最大规模的一次疏散。避难中心不仅包括高通体育场，還有整个地区的很多學校、市中心和教堂等地方。美國紅十字會负责管理避难中心。
官員估計高通体育馆聚集了12,000人。義工提供食物、毯子、水、小孩子的玩具、訊息，一個搖滾樂團在現場为那些待在體育場的人們表演。圣迭戈的公立學校和大學幾乎全部關閉。很多商業也都關門。為了保證路面畅通以便緊急车辆通过，聖地亞哥市長杰瑞·桑德斯要求居民待在家裡。
到10月23日，疏散级别开始降低，容許來自德尔玛（Del Mar）、丘拉维斯塔（Chula Vista）和帕威（Poway），以及圣迭戈鄰近的戴尔玛高地和斯克瑞普斯农庄（Scripps Ranch）的50,000位居民居民返回家中。 不過，火仍繼續燃燒，而且摧毀程度也相當嚴重。自2007年10月21日開始，四個主要的火場橫跨聖地牙哥县，聖地牙哥县被燃燒掉面积約1,200平方公里（300,000英畝），損坏1,350間民居和100幢商業大樓。

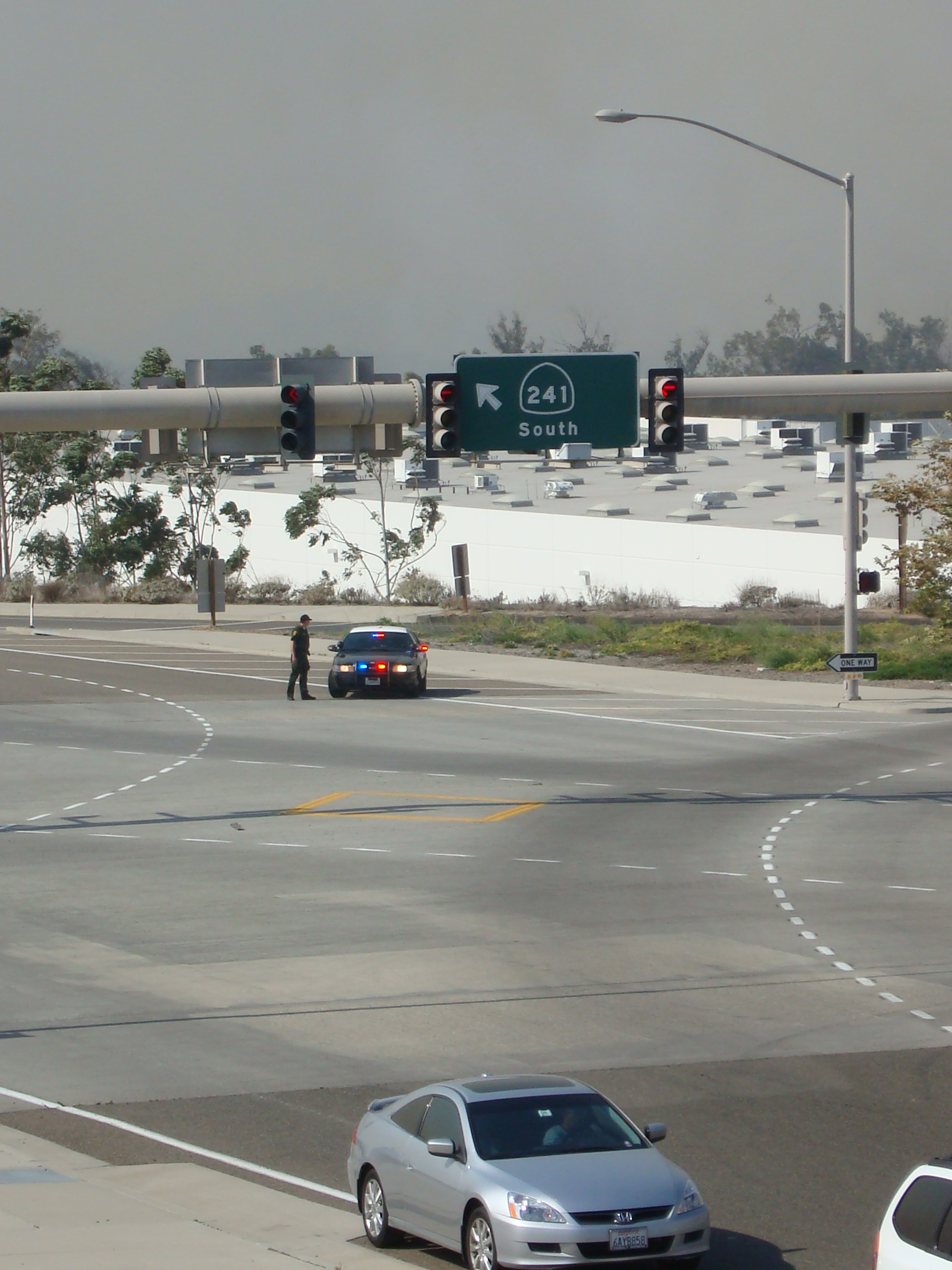
加州241号公路因为大火关闭。

因為火和煙的原因，很多主要道路被封鎖。10月22日，加州高速公路巡邏隊双向關閉15号州际公路位于加州78号公路和56号公路之间的路段。 2007年10月24日，霍尔诺（Horno）大火迫使5号州际公路位于欧申赛德和圣克莱门特之间的路段关闭，美铁太平洋海岸列车也停止服务。5號州際公路的车辆改道到重新開放的15號州際公路。
圣迭戈野生动物园的官员宣称园内的3,500头动物安全地呆在它们的栖息地，公园的防火带和灌溉区域保护了它们。如果天气情况变糟，动物将被撤离到水潭。然而，很多濒危物种如加州大兀鹰已经被转移到畜医院，那里有防火设施，并配备了洒水车。公园发言人雅迪拉·加林多称动物“受到了惊吓但是没有需要担心的行为”。
大火的相关数据由加州森林和火灾防护部及当地独立媒体提供。下表为2007年11月圣迭戈县大火的统计数据：
| 火場名稱                       | 開始日期／時間      | 焚燒面積                      | 被摧毀的建築物                                                       | 傷亡情況                         | 受控程度     |
| ------------------------------ | ------------------- | ----------------------------- | -------------------------------------------------------------------- | -------------------------------- | ------------ |
| 威奇（Witch）                  | 10月21日上午11時    | 801平方公里 （197,990英亩）   | 1040幢民居被毀、70幢受損 414幢附屬建築物被毀、25幢受損 239辆汽车被毀 | 2人死亡 12名消防員和2名平民受伤  | 100%         |
| 哈里斯（Harris）               | 10月21日上午9時30分 | 366平方公里 （90,440英亩）    | 206幢民居被毀 252幢附屬建築物被毀 253幢建筑受损                      | 5人死亡 34名消防員和21名平民受伤 | 100%         |
| 普马洽（Poomacha，帕洛马山）   | 10月23日凌晨3時13分 | 203平方公里 （50,176 英亩）   | 143幢民居被毀 77幢附屬建築物被毀                                     | 22名消防員受伤                   | 100%         |
| 霍尔诺（Horno）／阿莫（Ammo）  | 10月24日            | 85.32 平方公里 （21,084英亩） |                                                                      | 6名消防員受伤                    | 100%         |
| 赖斯（Rice）                   | 10月22日上午4時16分 | 36.4平方公里 （9,000英亩）    | 206間民居 2個商業物業 40幢附屬建築物被毀                             | 5名消防員受伤                    | 100%         |
| 麦科依（McCoy）                | 10月21日            | 1.6平方公里 （400英亩））     | 1間住宅 1幢附屬建築物被毁                                            |                                  | 100%         |
| 科罗纳多丘陵（Coronado Hills） | 10月22日凌晨1時50分 | 1.01平方公里 （250英亩）      | 2幢附屬建築物被毁                                                    |                                  | 10月22日100% |
| 威尔科克斯（Wilcox）           | 10月23日            | 0.4平方公里 （100英亩）       |                                                                      |                                  | 100%         |

#### 威奇大火

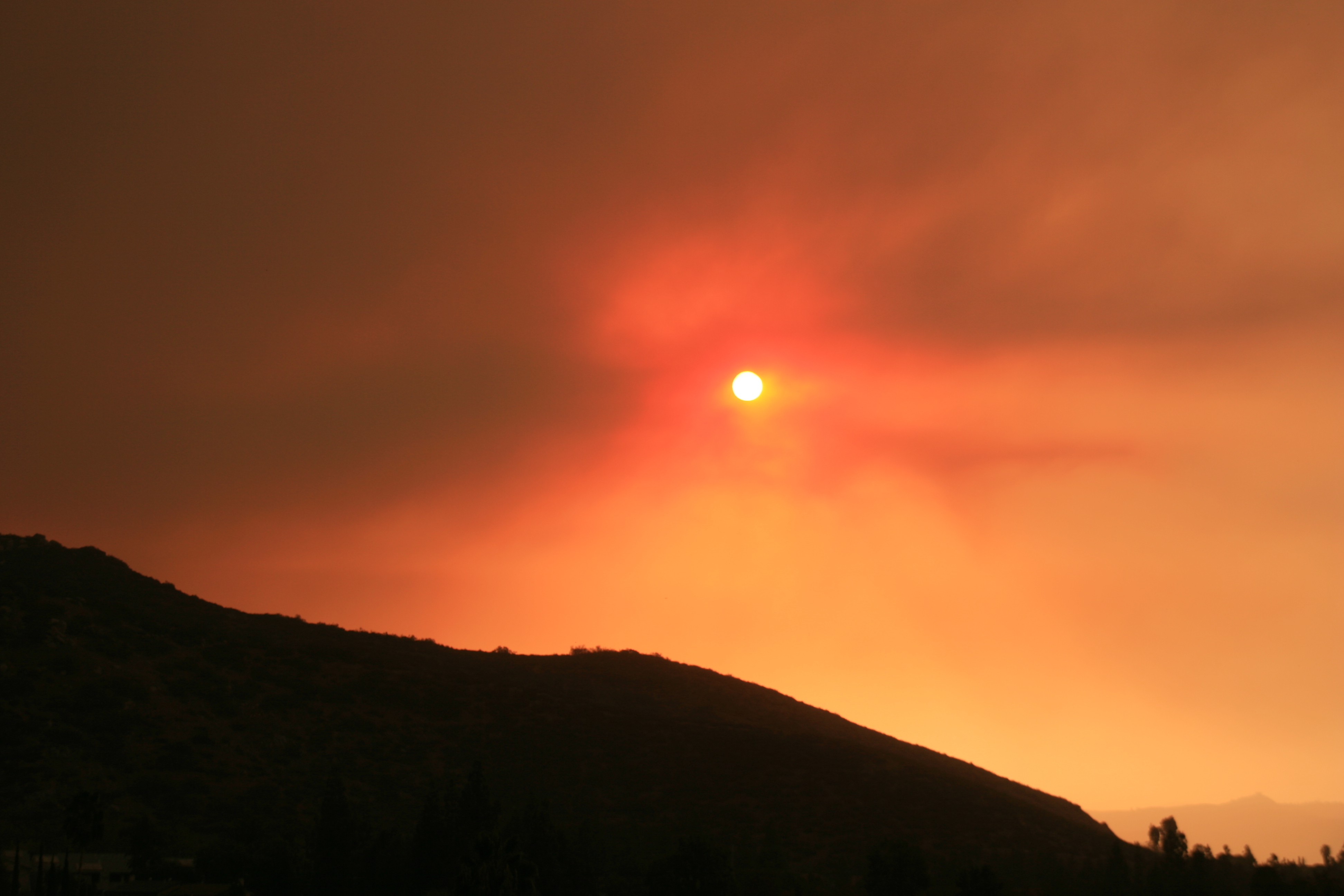
10月22日日出时烟雾笼罩了天空

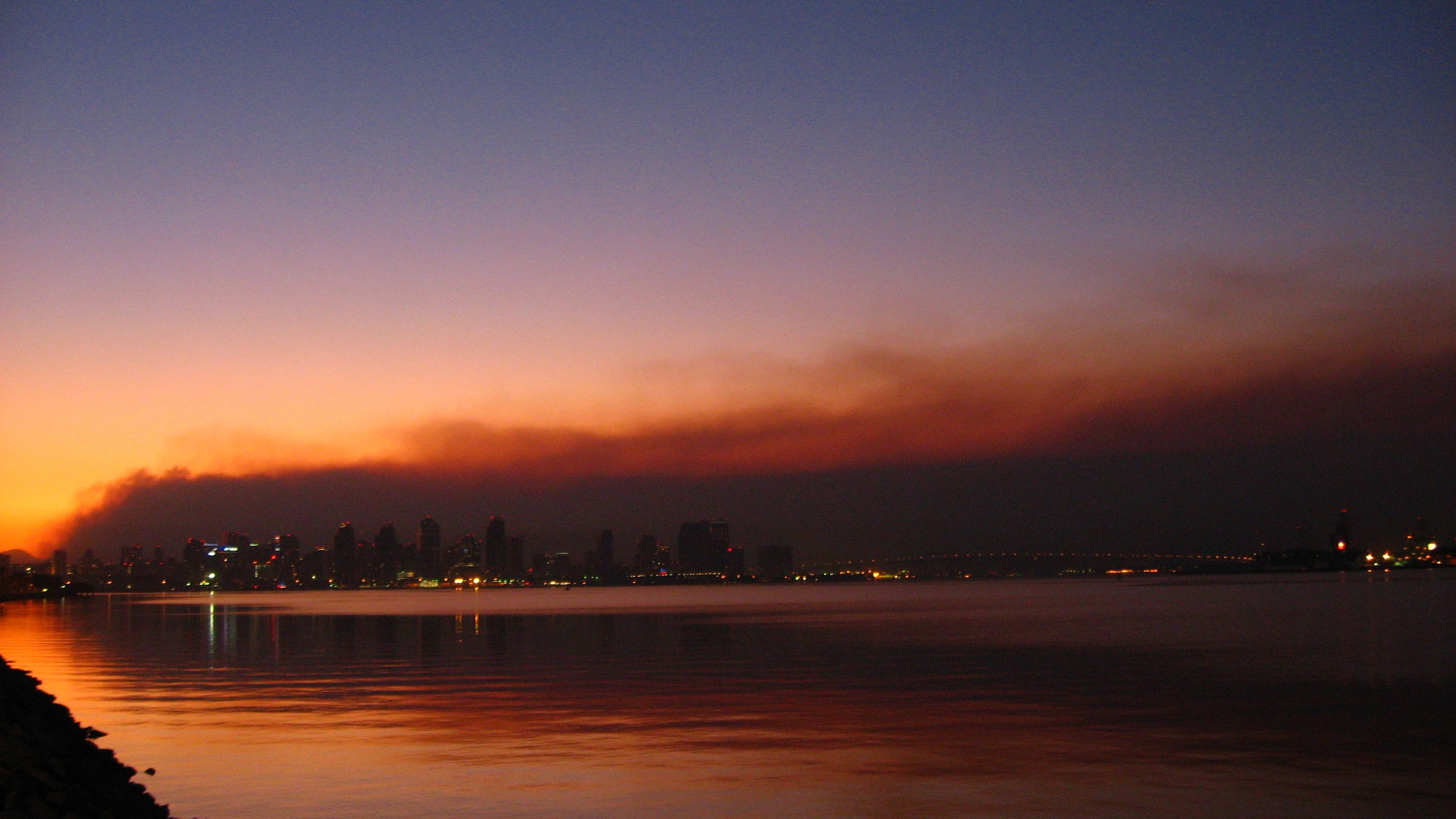
10月23日日出时圣迭戈地平线

威奇·克里克（Witch Creek）大火，又称威奇大火，是2007年10月加州山火最大的火場，几十万居名被“反向911”电话系统通知撤离。这次撤离距离2003年锡达大火将近四年。
大火开始于靠近圣伊萨贝尔的威奇·克里克峡谷，很快扩散到拉莫那（Ramona）、兰乔伯纳尔多（Rancho Bernardo）、帕威和埃斯孔迪多（Escondido）。圣帕斯夸尔谷的当地媒体报道狂风达到了每小时160公里（100英里）。大火越过15号州际公路向西蔓延，导致了霍奇森湖、德尔迪奥斯（Del Dios）、兰乔圣菲（Rancho Santa Fe）的重大损失。
圣安娜焚风推动火势向西逼近海岸线。圣迭戈县县长威廉·B·科伦达宣布威奇·克里克可能将“超过2003年锡达大火”。 很多沿海的社区在火向西推进时已经撤离，而风向的转变也使这些地区免于遭受直接的损害。
德尔迪奥斯高速公路以南、加州56号公路以北、15号州际公路以西和5号州际公路以东的居民都要按命令强制撤离。10月22日晚上9:30，德尔玛的网站刊登了紧急通知“为了您的安全，我们强烈建议所有德尔玛的居民撤离。” 斯克瑞普斯农庄也下达了撤离的命令，尤其是“斯克瑞普斯-帕威公路以南、海军陆战队航空基地以北、15号州际公路以东和67号高速公路以西所有东西”。梅萨格兰德印第安人保留地的居民也因为威奇大火而撤离。巴罗纳印第安人保留地的居民被建议离开当地，尽管撤离不是强制的。保留地内的赌场关闭。10月23日大约凌晨1点的时候，巴罗纳南面靠近怀尔德卡特峡谷（Wildcat Canyon）地区爆发了大火，锡达大火曾经在地区烧毁很多房屋并有人员死亡。怀尔德卡特峡谷和穆特峡谷（Muth Valley）的居民被要求强制撤离，公路也随之关闭。10月23日下午，德尔玛、丘拉维斯塔、帕威、戴尔玛高地和斯克瑞普斯农庄的许多撤离居民允许返回家中。10月23日晚上9:50，朱利安（Julian）镇也被下令要求撤离。由于大火，镇上的电力和通信中断。
避难中心包括高通体育场、埃斯孔迪多中学、米申希尔中学、帕威中学、米拉梅萨高中和戴尔玛露天市场。

#### 哈里斯大火

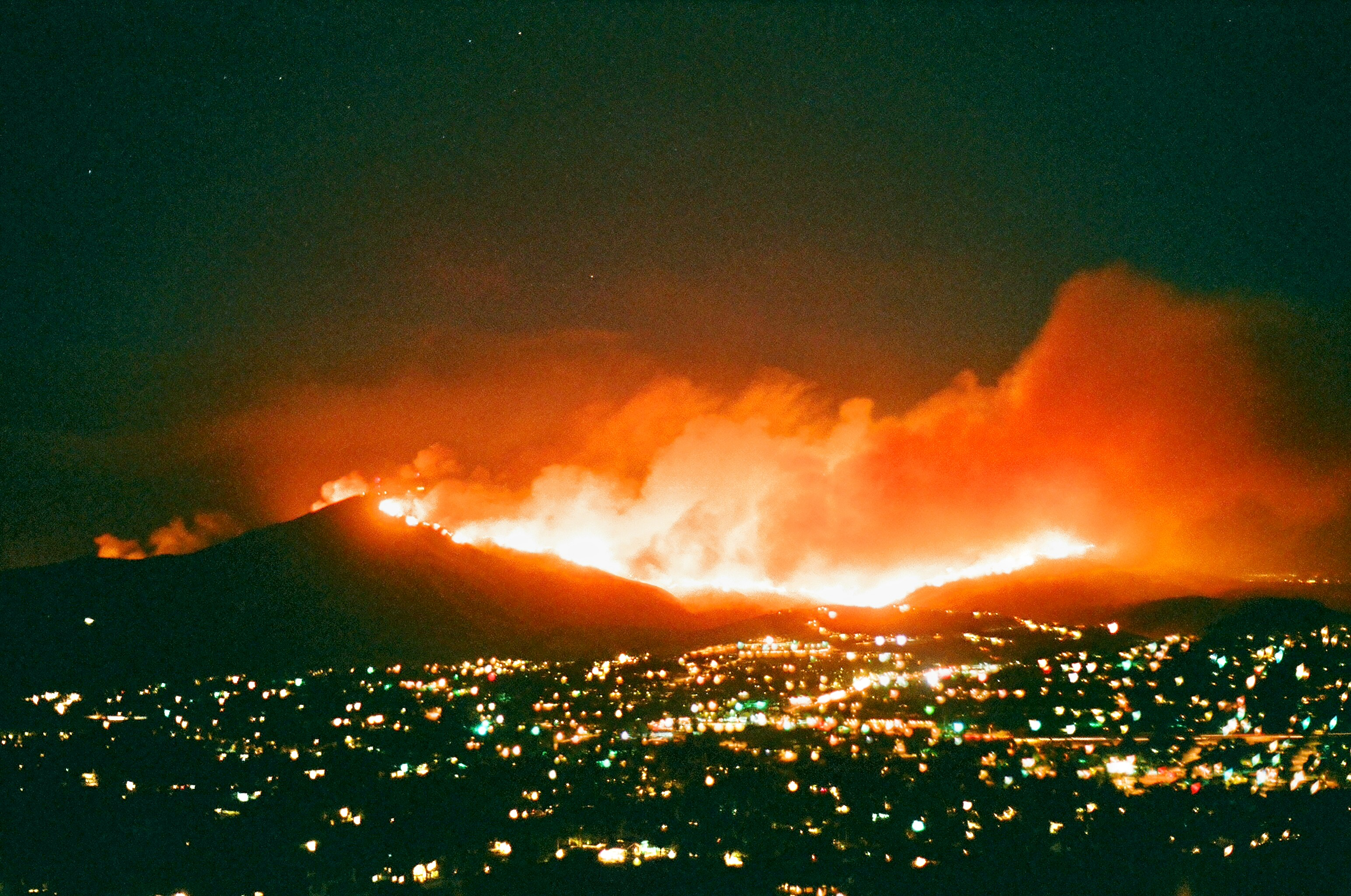
10月23日早晨，哈里斯大火烧及圣米格尔山。

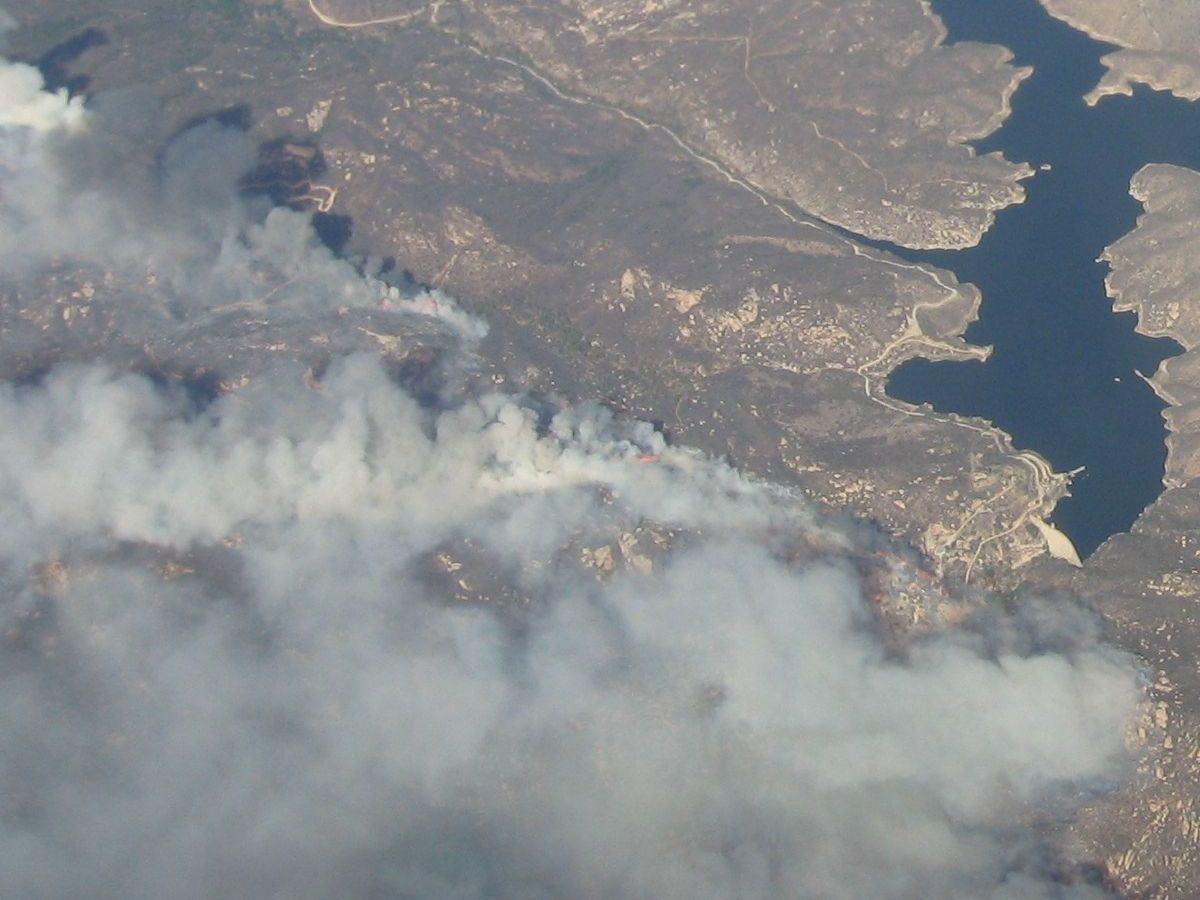
10月23日，哈里斯大火空中照片。

哈里斯大火起火点为圣迭戈县南面远处，距离墨西哥塔咖提北面几英里的哈里斯农庄路靠近波特雷罗（Potrero）的地方，然后向西北方向蔓延。10月23日，火扩散到丘拉维斯塔的东面。很多社区被疏散，避难中心为附近的高中和社区中心。特雷罗52岁的托马斯·詹姆斯·瓦肖克周日被发现死于自己的家中。 大火也导致靠近美加边境的4名外籍劳工死亡。总计约有1,210名消防员参与了扑灭这场大火的工作。
哈里斯大火还影响了墨西哥北部，靠近塔咖提的区域。

#### 其他大火
- 海军陆战队彭德尔顿基地大火：
  - 威尔科克斯（Wilcox）大火起源于海军陆战队彭德尔顿基地圣玛格丽塔33号区域。[48][49]
  - 阿莫（Ammo）大火位于靠近Las Pulgas/43号区域和巴锡龙（Basilone）公路。[48][36]
  - 霍尔诺（Horno）大火烧毁了85平方公里（21,084 英亩），位于巴锡龙（Basilone）公路和峡谷公路／拉斯弗洛雷斯（Las Flores）/41号区域。[23][48][34][35][50]

- 普马洽（Poomacha）大火或者称为帕洛马山大火开始是一个结构性火，起于拉霍亚印第安人保留地，然后蔓延到帕洛马山，与威奇大火连接在一起，进入阿瓜泰比亚荒野（Agua Tibia Wilderness）。由于地形陡峭，在其余大火被扑灭后，这场大火依旧燃烧，2007年11月9日才被完全控制住。[23]

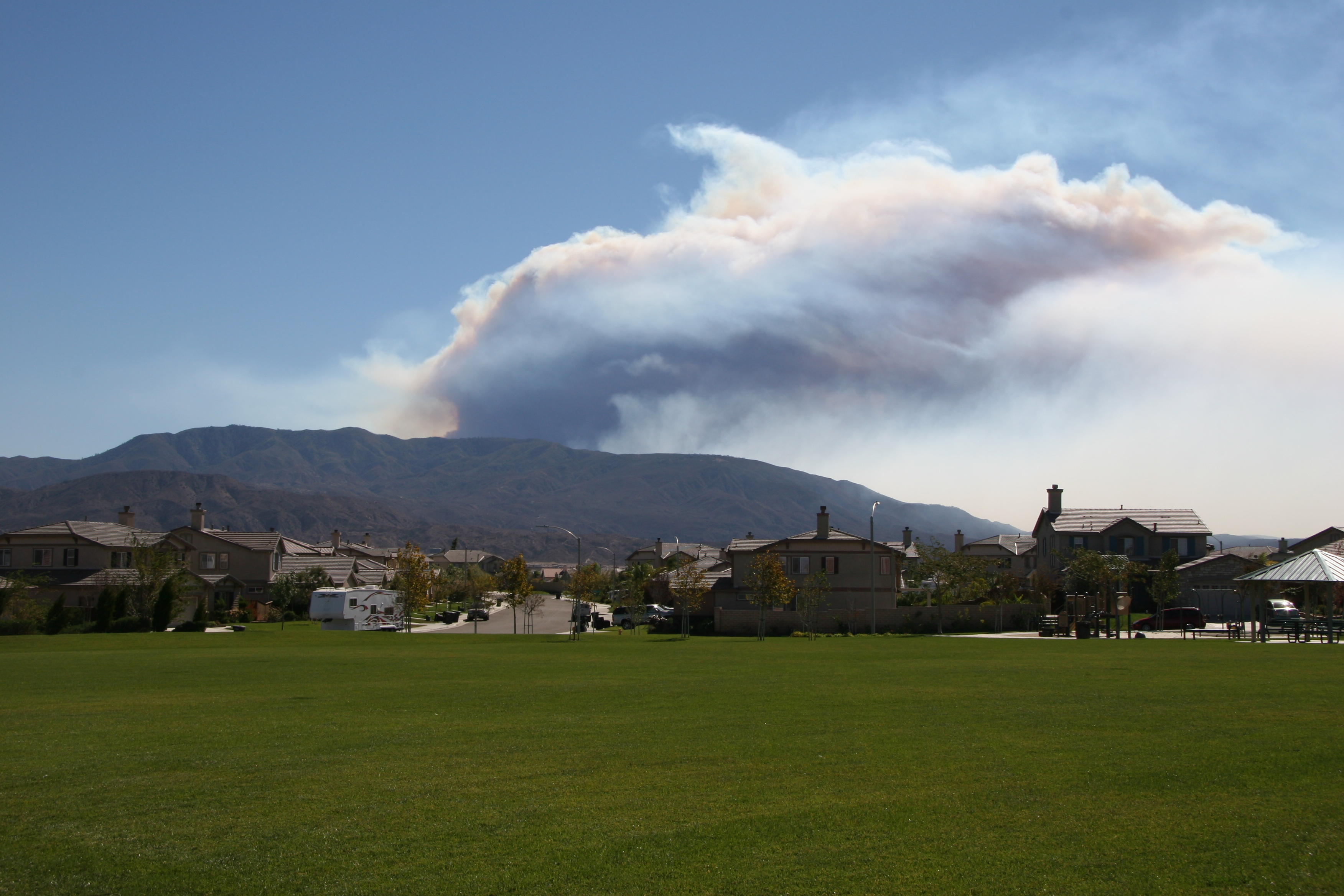
帕洛马山-阿瓜泰比亚大火

- 赖斯（Rice）峡谷大火从10月22日凌晨开始燃烧，位于赖斯峡谷靠近福尔布鲁克（Fallbrook）的地方。这场大火导致大规模的撤离和15号州际公路的关闭。[36][51]

- 科罗纳多丘陵（Coronado Hills）大火起源于圣马科斯，波及加州州立大学圣马科斯分校南部。[36]

- 麦科依（McCoy）大火位于靠近库亚马卡山附近的美国森林管理局，焚毁了1.6平方公里（400英亩）的区域，并烧毁了至少一座建筑。[52]

### 洛杉矶县和文图拉县
大火的相关数据由加州森林和火灾防护部及当地独立媒体提供。下表为2007年10月统计数据：
| 火場名稱                               | 開始日期／時間       | 焚燒面積                      | 被摧毀的建築物        | 傷亡情況          | 受控程度         |
| -------------------------------------- | -------------------- | ----------------------------- | --------------------- | ----------------- | ---------------- |
| 农场 卡斯泰克（Castaic）、皮鲁（Piru） | 10月20日晚上9時42分  | 236.3平方公里 （58,401英亩）  | 1間民居 9幢附屬建築物 |                   | 100%             |

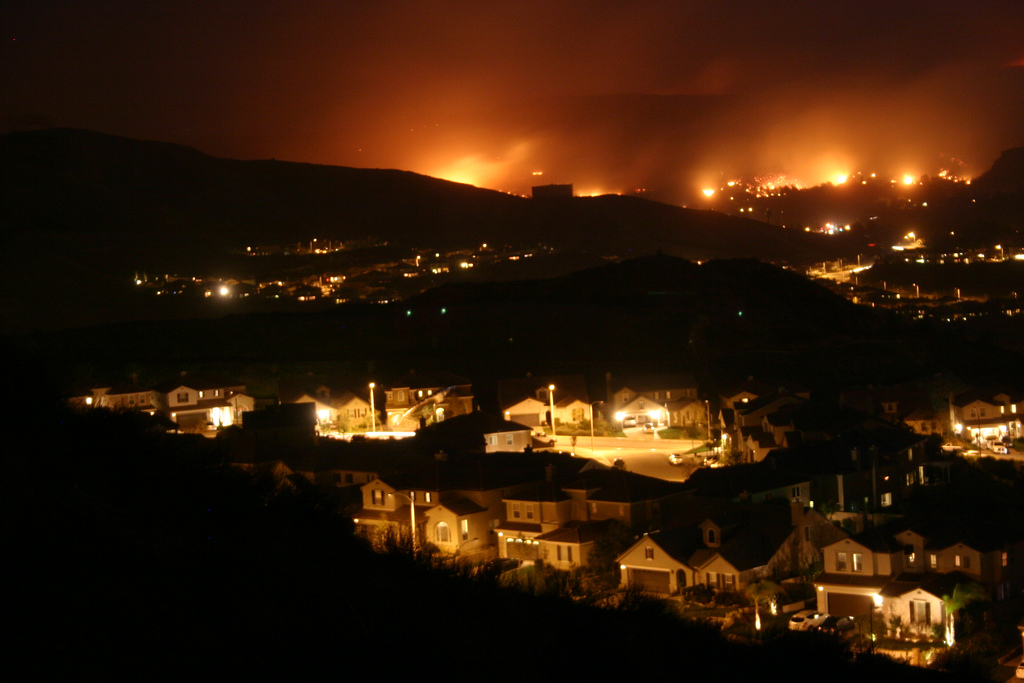
加州圣克拉里塔2007年10月21日晚上

| 巴克威德（Buckweed）                   | 10月21日中午12時55分 | 155.2平方公里 （38,356 英亩） | 63间建筑              | 3名平民 1名消防員 | 100%             |
| 峡谷（Canyon）                         | 10月21日上午4時50分  | 18.5平方公里 （4,565 英亩）   | 22间建筑              | 3人               | 100%             |
| 马吉克（Magic）                        | 10月22日下午2時17分  | 11.4平方公里 （2,824 英亩）   |                       |                   | 100%             |
| 梅多里奇（Meadowridge）                | 10月23日中午12時30分 |                               |                       | 100%              |                  |
| 奈特斯凯（Nightsky）                   | 10月21日上午10時35分 |                               |                       | 100%              |                  |

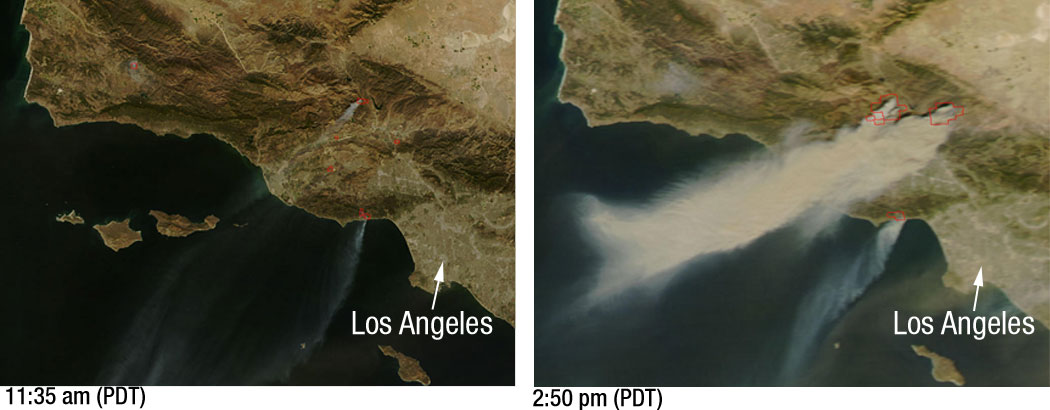
2007年10月21日，兩張NASA 拍的衛星圖片，表示火快速蔓延。右邊的照片拍攝時間在左邊照片拍攝的3小時又15分鐘後。

| 10月（October）                        | 10月22日晚上10時40分 | 0.1 平方公里 （25英亩）       | 最少3間流動房屋受損   |                   | 100%（10月23日） |

- 巴克威德（Buckweed）大火起于阿瓜杜尔塞圣克拉里塔北部和坎宁县社区，导致了很多人撤离。[53]这场火灾是由一个孩子玩火柴而引起的。[22]

- 峡谷大火在马利布燃烧，尤其是马利布峡谷。这是10月加州山火最早受到国家媒体关注的大火。[54] 除了毁坏14间住宅外，大火还烧毁了马利布两座有重大意义的建筑：卡尚城堡和长老派教会教堂。

- 马吉克（Magic）大火开始于圣克拉里塔西面靠近马吉克山公路的老路。火焰距离西农场中学和斯蒂芬森农场一个很大的房产开发地仅几码，幸好被隔离开了。大火被认为是一个工地的焊接工不小心引起的。[36]

- 10月（October）大火烧毁了圣克拉里塔一个小区域，毁坏了一些居民住宅。

- 农场大火或卡斯泰克（Castaic）大火在圣克拉里塔北面5英里处沿着洛杉矶-文图拉沿线燃烧，[36]区域包括安琪拉斯国家森林和洛斯帕德雷斯国家森林。火围绕着文图拉县皮鲁（Piru）社区，[54]还威胁到菲尔莫尔（Fillmore）社区和奥哈伊（Ojai）社区。[36]大约有500座住宅在火燃烧的路线上。[36]皮鲁所有居民和菲尔莫尔部分居民被要求撤离。安琪拉斯国家森林于10月23日全园关闭。

- 奈特斯凯（Nightsky）大火烧毁了文图拉县穆尔帕克（Moorpark）南部的一个小区域。[36]

### 奥兰治县

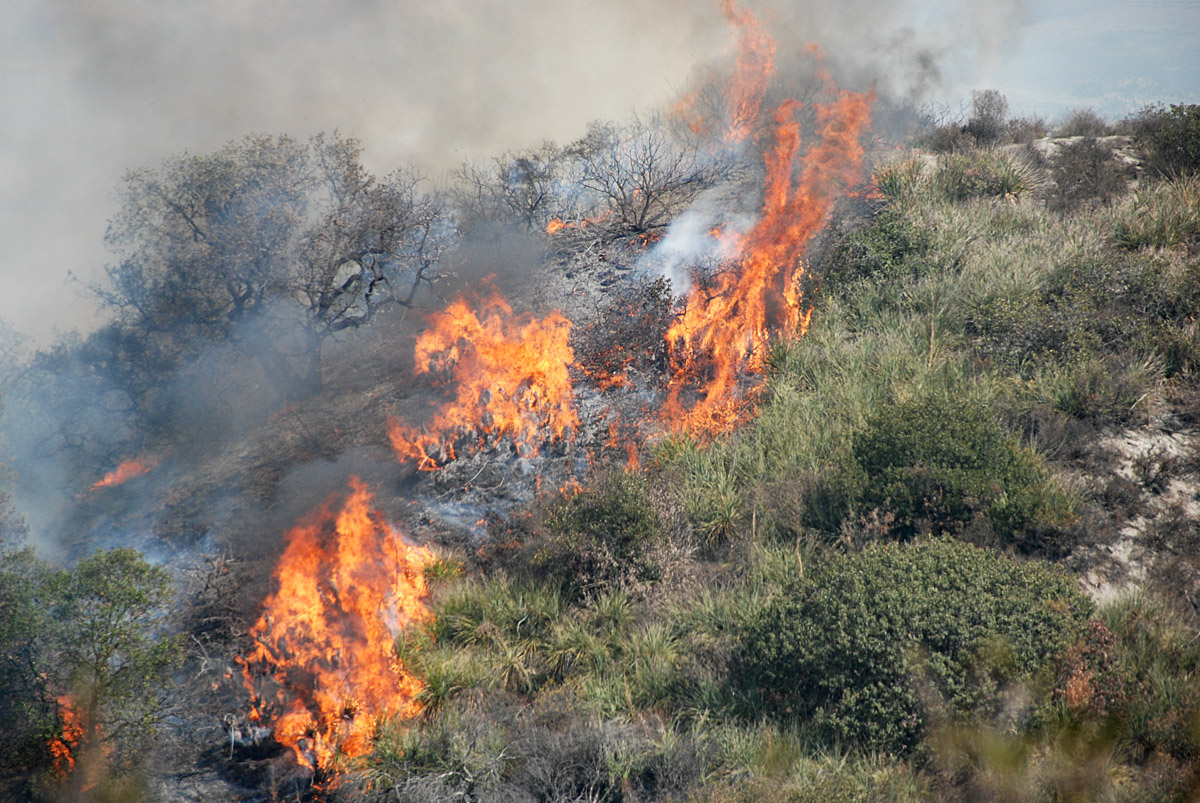
大火烧过奥兰治县的一个山坡

圣地亚哥大火从2007年10月21日下午5点55分之前不久开始燃烧，起火地为欧文北部的一个山坡和奥兰治县的奥兰治市东部。据报道，大火开始于两个不相连的地方，消防管理人员将起火原因定为纵火。2007年10月26日周五那天，奥兰治县所有的学校和机构都由于烟雾和糟糕的空气质量而关闭。2007年10月27日，警方悬赏25万美元，用以奖励提供逮捕纵火犯信息的人。据报道，14幢民居和24幢附屬建築物被毁，8幢民居和3幢附屬建築物受损，16名消防员受伤。大火总计烧毁115.1平方公里（28,517英亩），不过最终也完全被控制了。 

### 圣贝纳迪诺县
有关火灾的最新消息由加利福尼亚森林及防火局和独立媒体提供。截至2007年10月30日下午六时（UTC-7），圣贝纳迪诺县仍有以下山火仍在燃烧当中：
| 火場名稱               | 開始日期／時間       | 焚燒面積              | 被摧毀的建築物  | 傷亡情況  | 受控程度         |
| ---------------------- | -------------------- | --------------------- | --------------- | --------- | ---------------- |
| 斯拉德                 | 10月22日早上8點02分  | 5,119英畝（20.7平方） | 200間民居       |           | 0%               |
| 草谷                   | 10月22日早上5點08分  | 1,000英畝（4.0平方）  | 100幢附屬建築物 |           | 5%               |
| 马丁                   | 10月23日早上9點00分  | 75英畝（0.3平方）     | 1間民居被毀     | 1名消防員 | 75%              |
| 沃克                   | 10月23日             | 160英畝（0.6平方）    |                 | 2名消防員 | 100%（10月23日） |
| 卡庄(迪华尔和盖勒海伦) | 10月22日下午12點15分 | 350英畝（1.4平方）    |                 |           | 90%              |
| 小山                   | 10月22日下午3點30分  | 650英畝（2.6平方）    |                 |           | 100%（10月22日） |

- 斯拉德和绿谷湖大火在箭头湖（Lake Arrowhead）以东的绿谷湖（Green Valley Lake）一带燃烧，并导致绿谷湖、箭熊（Arrowbear）和奈宁斯普林（Running Springs）等小镇社区的居民需要疏散。消防局为了扑灭这两场大火而投入了1,359名消防员和120万美元。在某些地区，水源的吃紧导致消防员无法顺利救火。[36]大火也烧毁了由美國童軍加州内陆帝国委員會（California Inland Empire Council）所拥有的海伦纳德营地（Camp Helendade）的部分营区（1960年海伦纳德营地的建立是为了取代另一个被大火烧毁的营地）。

- 草谷大火在箭头湖以北一带的地区燃烧。[63]

- 美亚斯路（Meyers Road）近马丁兰奇路（Martin Ranch Road）的一带为马丁大火的火头。

- 沃克大火在沃克大道（Walker Ave）近安大略牛奶厂（Dairies of Ontario）一带燃烧。

- 迪华尔和盖勒海伦大火一同导致了15號州際公路近卡庄山口的一段需要关闭，而其中一场大火是由一辆翻侧的货车引致的。[20]

- 小山大火被控制之前曾经一度威胁加利福尼亞州立大學所属的聖貝納迪諾加州州立大學和附近一带的建筑，并导致学校由10月23日起需要停课一周。[37][64]

## 风和天气
火灾发生在干燥的夏季结束时，季节性的聖安娜焚風使情况进一步恶化。据《圣迭戈联合论坛报》报道，“聖安娜焚風达到60mph，伴随着90S的高温，是最容易引起火灾的情况。”
加州南部处于不寻常的干旱的中心，洛杉矶2006－2007年度的降雨量仅有82毫米（3.21英寸），是有记录以来最干燥的年份。大风、高温和干燥结合在一起，使丛林变成了易燃物。直到远处的布伦特伍德都可以看到大火引起的烟雾，对当地的天气造成影响。强烈的聖安娜焚風还影响了救火飞机洒水效率低下。在这种风力的影响下，水被分布到很大的区域，大部分的水在到达地面着火区的时候已经蒸发了。

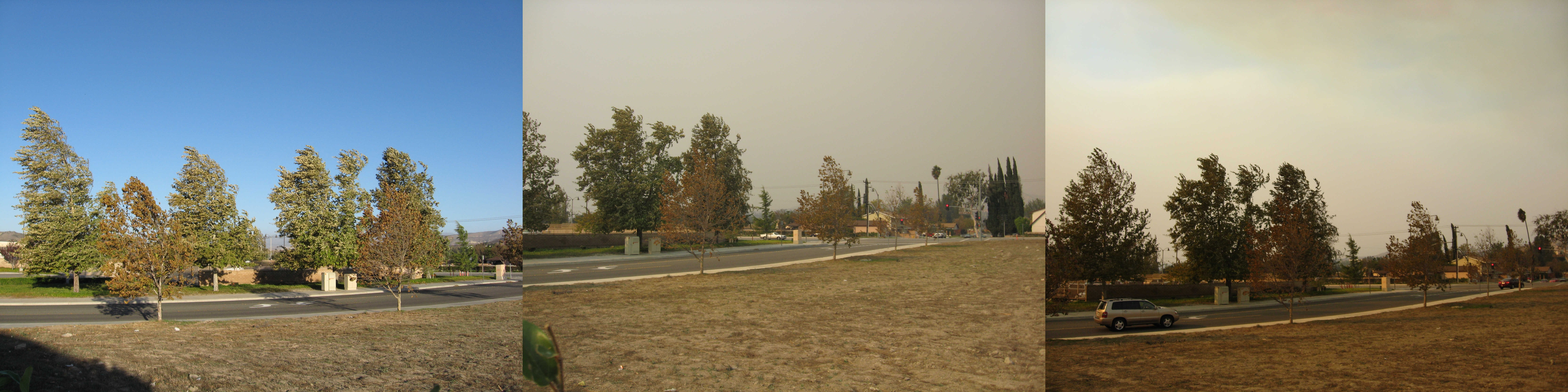
西米谷2007年10月21日（左和中）与2007年10月22日（右）景色对比图

## 外部連結
官方資料
- State of California Consolidated Report on Fires
- San Diego County: Emergency Information（页面存档备份，存于）
- City of San Diego: Emergency Fire Information
- National Interagency Fire Center
- AIRNow: Air Quality Overview

地圖
- LA Times managed Google map showing fire locations and relevant information（页面存档备份，存于）
- KPBS managed Google map with detailed San Diego area information（页面存档备份，存于）
- CBS 8: San Diego fire maps
- Orange County Register detailed map of Santiago fire（页面存档备份，存于）
- Satellite and smoke animation overlays for Google Earth（页面存档备份，存于）

新聞來源
- CBS8: San Diego Wildfires Updates
- CNN: Wildfires Updates（页面存档备份，存于）
- SignOnSanDiego.com fire blog（页面存档备份，存于）
- KPBS (San Diego) updates（页面存档备份，存于） via Twitter
- The San Bernardino Sun and Inland Valley Daily Bulletin fire blog
- The Orange County Register Fire Central
- 加州林火真相大白　男童玩火柴釀禍（页面存档备份，存于）